# 이천제일고등학교
이천제일고등학교(利川第一高等學校)는 대한민국 경기도 이천시 안흥동에 있는 공립 고등학교이다.

## 학교 연혁
- 1945년 4월 1일 : 이천공립 농업학교로 개교
- 1951년 8월 31일 : 이천농업고등학교로 교명 변경
- 1971년 9월 1일 : 중/고 분리(농(1), 인(1), 축(2), 농(1), 농산제조(1), 원예(2))
- 1991년 3월 1일 : 이천실업고등학교로 교명 변경
- 1993년 3월 1일 : 경기도 공업계 공동실습소 설치
- 2003년 3월 1일 : 이천제일고등학교로 교명 변경
- 2022년 3월 1일 : 혁신학교 지정
- 2022년 3월 1일 : 직업계고 고교학점제 선도학교 지정
- 2022년 5월 9일 : 2023년 그린스마트 스쿨 사업대상교 지정
- 2023년 3월 1일 : 제23대 김광섭 교장 취임
- 2024년 1월 5일 : 제73회 졸업식(323명, 졸업연인원 22,616명)
- 2024년 3월 4일 : 신입생 338명 입학

## 설치 학과
- 농업토목과
- 식품가공과
- 전산응용기계과
- 디지털전자과
- 7차일반
- 요업디자인과
- 조경원예과

## 참고 자료
- 이천제일고등학교 - 한국교육학술정보원 학교알리미